# Парламентские выборы на Самоа (2016)
Парламентские выборы на Самоа проходили 4 марта 2016 года. Основными партиями были правящая Партия защиты прав человека (HRPP) и оппозиционная партия «Таутуа Самоа» (TSP). HRPP одержала уверенную победу, получив 35 из 49 мест Фоно Самоа. Впоследствии 12 независимых депутатов присоединились к ней, усилив её однопартийное правление. При этом для TSP оказалось невозможно собрать 8 мест парламента, чтобы сохранить положение парламентской партии, лишив парламент оппозиции.

## Избирательная система
49 членов Законодательного собрания избираются в 35 одномандатных округах и 7 двухмандатных. Все места занимаются по системе простого большинства. Всеобщее избирательное право было введено в 1990 году, позволяющее голосовать всем гражданам Самоа, достигшим 21 года. Кандидат в депутаты должен достичь 21 года, быть главой рода и проживать на Самоа по крайней мере 3 года к моменту номинации. Государственные служащие и люди с психическими отклонениями на могут быть кандидатами. На выборах было зарегистрировано около 116 000 избирателей.
По Конституционной поправке 2013 года минимум 10 % мест зарезервировано за женщинами.

## Результаты
Всего в выборах участвовало 164 кандидата, в том числе 80 независимых политиков и 24 женщины. В связи с тем, что в парламент прошли только 4 женщины, для соблюдения 10% квоты было добавлено ещё одно место, которое заняла женщина, набравшая наибольшее число голосов из оставшихся претенденток.
| Партия                              | Партия                              | Голоса | %     | Места | +/– |
| ----------------------------------- | ----------------------------------- | ------ | ----- | ----- | --- |
|                                     | Партия защиты прав человека (HRPP)  | 45 816 | 57,30 | 35    | +6  |
|                                     | «Таутуа Самоа»                      | 6432   | 8,04  | 2     | –11 |
|                                     | Независимые                         | 27 704 | 34,65 | 13    | +6  |
| Недействительных/пустых бюллетеней  | Недействительных/пустых бюллетеней  |        | –     | –     | –   |
| Всего                               | Всего                               | 79 952 | 100   | 50    | +1  |
| Зарегистрированных избирателей/Явка | Зарегистрированных избирателей/Явка |        |       | –     | –   |
| Источник: OEC                       |                                     |        |       |       |     |